# Giselle (ca sĩ)
Uchinaga Aeri (內永 枝利 (Nội Vĩnh Chi Lợi)), tên tiếng Hàn là Kim Ae-ri (tiếng Hàn: 김애리; Hanja: 金枝利; Hán-Việt: Kim Chi Lợi; sinh ngày 30 tháng 10 năm 2000), thường được biết đến với nghệ danh Giselle, là một nữ ca sĩ kiêm rapper người Nhật Bản. Cô được biết đến là thành viên của nhóm nhạc nữ Hàn Quốc aespa do SM Entertainment thành lập và quản lý.

## Tiểu sử
Giselle là con lai Nhật-Hàn với bố là người Nhật Bản và mẹ là người Hàn Quốc. Cô từng học trường quốc tế Sacred Heart tại Nhật Bản.
Giselle đã có khoảng thời gian ở trong dàn hợp xướng trong 4 năm với tư cách là một Alto và là thành viên của Dàn hợp xướng St. Mary. Hiện tại, cô hoạt động với tư cách là thành viên của nhóm nhạc nữ Hàn Quốc aespa do SM Entertainment thành lập và quản lý.

## Sự nghiệp

### Năm 2020 đến nay: Ra mắt với nhóm nhạc nữ Aespa
Ngày 27 tháng 10 năm 2020, Giselle debut cùng aespa với tư cách Main Rapper, Sub Vocalist vào ngày 17 tháng 11 năm 2020 với đĩa đơn "Black Mamba".
Ngày 5 tháng 2 năm 2021, cô cùng aespa phát hành đĩa đơn thứ 2 "Forever", một bản làm lại (remake) bài hát cùng tên của Yoo Young-jin được phát hành trong album Winter Vacation in SMTOWN vào năm 2000.
Ngày 17 tháng 5, aespa phát hành đĩa đơn thứ ba "Next Level". Bài hát được cộng đồng fan hâm mộ K-pop đánh giá rất cao và trở thành hit lớn năm đó.
Ngày 5 tháng 10, aespa phát hành đĩa mở rộng đầu tay Savage. Đĩa gồm 6 bài hát, bao gồm cả đĩa đơn chính cùng tên. "Savage" là album đầu tiên và album đạt thứ hạng cao nhất của nhóm trên bảng xếp hạng Billboard 200 của Mỹ tại vị trí thứ 20, cũng như album đạt vị trí cao nhất trên bảng xếp hạng Gaon Album Chart của nhóm ở vị trí thứ nhất.
Giselle còn xuất hiện trong sân khấu "ZOO" cùng các thành viên NCT: Taeyong, Jeno, Hendery, Yangyang trong album "2021 Winter SMTOWN: SMCU EXPRESS" (2021).
Vào ngày 4 tháng 11, SM Entertainment thông báo aespa sẽ phát hành phiên bản làm lại (remake) của "Dreams Come True" dựa trên bản gốc của nhóm nhạc S.E.S. kết hợp với sự chỉ đạo sản xuất của giám đốc điều hành BoA vào ngày 20 tháng 12.
Trong album "2022 Winter SMTOWN : SMCU Palace" (2022), Giselle kết hợp cùng nhiều tiền bối như Eunhyuk, Hyo, Taeyong, Jaemin, Sungchan và thành viên cùng nhóm - Winter trong ca khúc "Jet".

## Hoạt động khác

### Đại sứ thương hiệu
Sau khi show Loewe Thu Đông 2024 kết thúc, nhà mốt Tây Ban Nha quyết định tạo nên điều khác biệt và công bố bổ nhiệm Giselle cho vai trò Đại sứ toàn cầu.

## Hình ảnh và ảnh hưởng công chúng
Hoạt động từ thiện
Vào ngày 3 tháng 6 năm 2022, Giselle đã quyên góp ẩn danh 10 triệu (won) cho Yuhengsa - một tổ chức phi lợi nhuận của Hàn Quốc, để giúp đỡ cho động vật bị bỏ rơi có nơi trú ẩn.
Tranh cãi
Ngày 23 tháng 10 năm 2021, trong hậu trường ca khúc chủ đề 'Savage' của aespa,   khi đang phiêu theo giai điệu của ca khúc 'Love Galore' của SZA, Giselle đã vô tình nhép miệng luôn cả từ 'n*gga' - một từ ngữ vô cùng nhạy cảm và được xem là từ ngữ phân biệt chủng tộc (racial slur). Chính vì vậy hành động khinh suất của Giselle đã làm dấy lên một cuộc tranh cãi lớn khi nữ idol bị cho là đã quá thiếu hiểu biết khi nhép miệng theo một từ nhạy cảm như vậy.
Sau đó, vào ngày 25 tháng 10, Giselle đã xin lỗi thông qua tài khoản Twitter chính thức của Aespa. Cô nàng giải thích rằng "Bản thân cô nàng đã để mình bị cuốn theo âm thanh của một trong những bài hát yêu thích của mình và cô không có ý định cố ý làm điều đó." Trong một dòng tweet thứ hai, Giselle nói thêm rằng "Cô ấy sẽ tiếp tục học hỏi và nhận thức rõ hơn về hành động của mình trong tương lai."

## Danh sách đĩa nhạc
Hợp tác
| Tên                                                           | Năm  | Thứ hạng | Album                            |
| Tên                                                           | Năm  | Hàn Quốc | Album                            |
| ------------------------------------------------------------- | ---- | -------- | -------------------------------- |
| «Zoo» (Với Taeyong, Jeno, Hendery và Yangyang)                | 2021 | —        | 2021 Winter SM Town: SMCU Palace |
| «Jet» (Với Eunhyuk, Hyo, Taeyong, Jaemin, Sungchan và Winter) | 2022 | —        | 2022 Winter SMTOWN : SMCU Palace |